# Cursus honorum

Imperio romano en su apogeo

Cursus honorum era el nombre que recibía la carrera política o escalafón de responsabilidades públicas en la Antigua Roma. Se instauró durante la República y siguió existiendo durante el imperio, sobre todo para la administración de las provincias dependientes del Senado. Durante la época republicana, la organización y desarrollo de la carrera política respondía a requisitos arbitrarios y de sectores con grandes privilegios, sin embargo, esta situación se transformará con la llegada del imperio, pues se irá normalizando y regulando el ejercicio de determinadas funciones públicas (con diferentes fines, requisitos y duraciones) que servían tanto de preparación para los jóvenes  en las tareas administrativas futuras como de regulador de la sociedad.
El cursus honorum establecía el orden y la jerarquía por la que se regían las magistraturas romanas, así como el modo de cumplirlas. Dicha carrera quedó regulada en el año 180 a. C. por la Ley Villia Annalis que estipulaba su ordenación de menor a mayor rango y la edad mínima para desempeñar cada uno de los cargos. En los últimos años de la República, hacia 81 a. C., Sila fijó el modelo consistente en un servicio militar previo seguido de los cargos de cuestor, pretor, cónsul y censor.
El cursus honorum senatorial constaba de una fase preparatoria con varias especialidades (vigintiviratus), seis magistraturas ordinarias (cuestura, edilidad, tribunado, pretura, consulado y censura) y una extraordinaria (dictadura), la cual bajo la República solo se concedía por decisión del Senado en caso de peligro exterior o interior, y no podía sobrepasar los seis meses de duración.

## Orden de las magistraturas

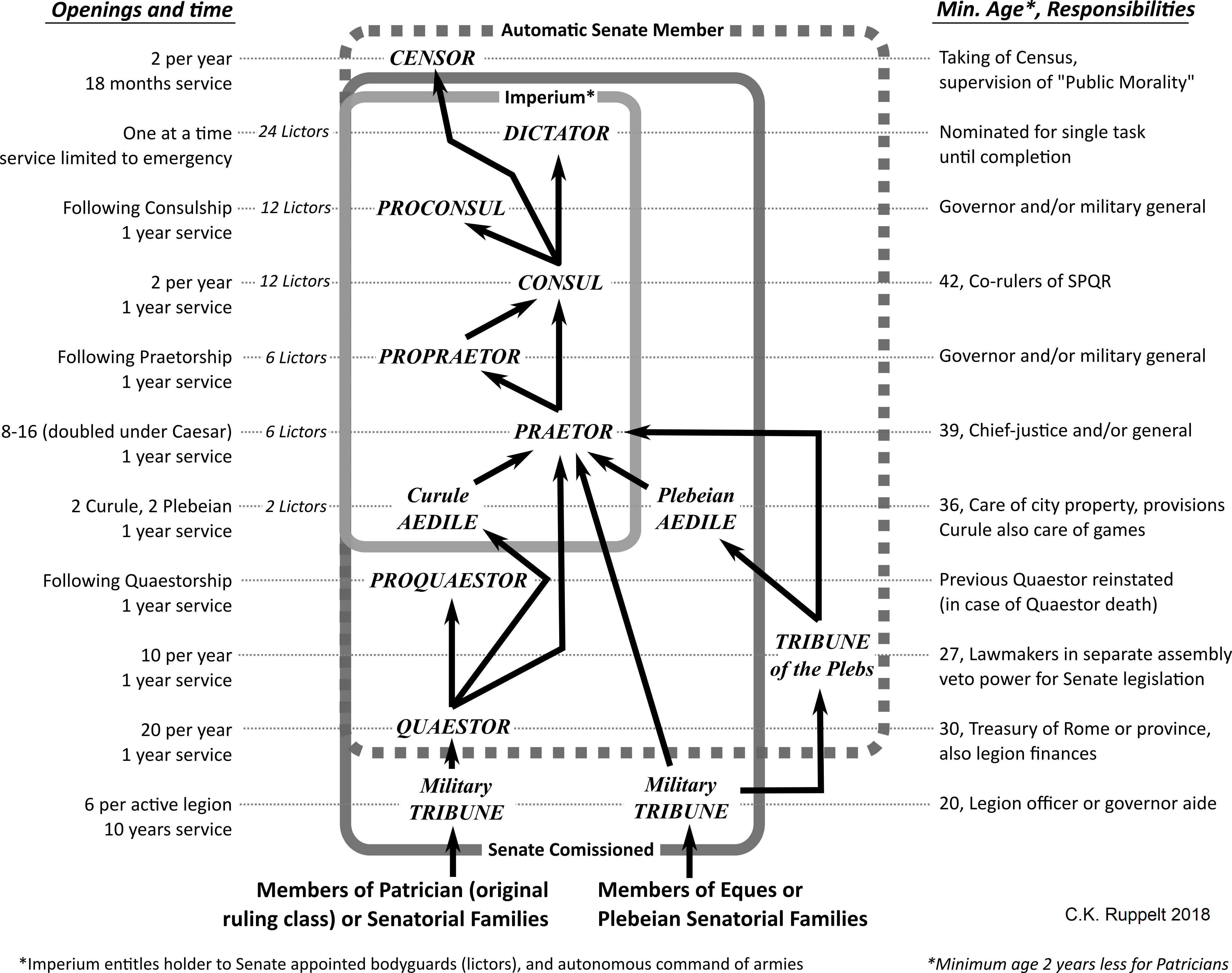
Cursus honorum hasta la llegada del imperio

El cursus honorum solía desarrollarse según las siguientes fases:
- Vigintivirato: veinte cargos de iniciación para jóvenes, encargados de colaborar y formarse en algunas tareas importantes para la República, a las órdenes de senadores de mayor rango. Servía de iniciación a las tareas de la administración civil. Será un cargo no obligatorio en sus orígenes y que constituirá el primer o segundo escalafón en la carrera individual, por lo que accedían jóvenes de entre 17 y 24 años. Eran elegidos cada año por los comitia tribuna, hasta que tras el reinado de Tiberio pasarán a ser elegidos por el senado (o incluso por el emperador). Se ejercerá antes de la cuestura. Se dividían en:  
  - Xviri stlitibus iudicandis: cargo de diez individuos que tradicionalmente se dedicaban a los procesos de libertad. Es el segundo cargo en orden de importancia dentro del vingiriato, por lo que era ocupado por patricios con gran frecuencia.
  - IIIviri capitales: cargo de tres individuos encargados de llevar a cabo diferentes actividades relacionadas con la administración de justicia y de la ejecución de las penas (además de la vigilancia de las prisiones). Ocupaban el escalafón más bajo entre las subdivisiones del vingiriato
  - IIIviri aere argento auro flando feriundo: cargo de tres individuos encargados de acuñar la moneda. Tenían el prestigio más alto del vingiriato. Gozaron de gran importancia por la utilidad propagandística que podía darse a las acuñaciones en épocas convulsas
  - IVviri viarum curandarum: cargo de cuatro individuos (originalmente denominado IIIIviri viis in urbem purgandis) que debían colaborar en la limpieza de las calles de Roma.Tras las guerras civiles se crearán dos nuevos puestos que lo harán en zonas fuera de la capital (denominados IIIIviri viis extra urbem purgandis), aunque desaparecerán con la llegada de Augusto.[2]
- Tribuno laticlavio: Servicio como oficial de una legión. Tradicionalmente, en la época republicana, era un requisito para realizar una carrera en el senado, comenzando por puestos generalmente bajos. Con el comienzo del Imperio se establece la obligatoriedad de formar parte del servicio militar, reservando un rango senatorial específico; por ello, los aspirantes a senadores debían pasar por el ejército, entrando directamente en el tribunado (un rango mayor al resto de militares). Se ejercerá antes de la cuestura[2]
- Cuestura: Tesorero, encargado de las finanzas y de pagar a los ejércitos; en las provincias están subordinados al gobernador. Tras las reformas que Sila aprobó en el año 81 a. C., la edad mínima para la cuestura se fijó en 20 años para los patricios y 32 años para los plebeyos. El cargo de cuestor daba acceso directo al Senado. Antes los censores revisaban los ingresos en el Senado regularmente, pero pasaba más del año que la elección a cuestor introdujo. El número de cuestores se fijó también en veinte, aunque originalmente eran cuarenta (reducidos por Augusto), en donde diez se encargaban de las tareas concernientes a las provincias y los otros diez a las de la propia urbe romana[3]
- Edilidad: Desempeñaba en la urbe funciones reguladoras del orden público (cura urbis), organización del abastecimiento (cura annonae) y preparación de fiestas y juegos públicos (cura ludorum), no obstante, con el reinado de Augusto estas tareas irán mermando, centrándose en la cura urbis únicamente.[2] Frente a la plebeya, la edilidad curul la desempeñaban solo los senadores de origen patricio. La edad mínima era para ejercer el cargo era de 36 años.
- Tribunado de la plebe: Cargo alternativo a la edilidad. Representación política y protectora del pueblo. Eran los encargados de proporcionar alimento, seguridad y espectáculos.[2] Su misión original era de defender los derechos del pueblo romano frente a los excesos del Senado, utilizando para ello la intercessio o derecho de veto. Augusto vació totalmente de contenido este cargo
- Pretura: Principalmente, tenían asignadas funciones relacionadas con la administración de justicia. Los pretores podían gobernar provincias menores y obtener el mando de legiones. Cargo de entre ocho y catorce personas según las necesidades de la administración. Eran elegidos a través de elecciones.[2]
- Consulado: Eran equivalentes a jefes de gobierno, se encargaban de convocar y presidir las sesiones del Senado, de presidir los principales procesos judiciales, de supervisar el orden público en la ciudad,[2] de ejecutar la política exterior y de comandar los ejércitos en campaña. Había dos cónsules anuales, llamados ordinarii u ordinarios, que daban nombre al año (epónimos), y uno o más sustitutos o suffecti. Este puesto era el escalafón final en la carrera senatorial, gozando de una amplia popularidad y respeto por parte de la sociedad romana, además de una gran importancia y responsabilidad.[2]
- Censura: Magistrados (eran dos) elegidos cada cinco años de entre los senadores que habían desempeñado el consulado, aunque solo ejercían los primeros 18 meses, encargados de revisar la lista de ciudadanos y senadores y de controlar las cuentas del Estado, promoviendo nuevos proyectos de obras públicas, como templos, acueductos o calzadas. Al terminar los 18 meses efectivos de mando, realizaban una ceremonia pública de purificación de la Urbs, llamada lustrum. Durante el Imperio solo la ejercieron los emperadores, algunos con carácter perpetuo. No forma parte del cursus honorum ya que desaparecerá con la llegada del Imperio[3]
- Dictador: Cargo extraordinario que se ejercía solo en tiempos difíciles, de amenaza externa o desórdenes internos. Uno de los dos cónsules era elegido y permanecía seis meses en el cargo. Durante ese período tenía autoridad militar y civil absoluta para restablecer el orden. Cumplido ese plazo, debía abandonar el cargo y si los problemas continuaban, se nombraba a un nuevo dictador. Normalmente, no se podía ejercer dos veces en la vida ese cargo extraordinario, aunque hubo excepciones, como la de Julio César, que lo fue cuatro veces y en enero de 44 a. C. fue nombrado dictator in perpetuum. No forma parte del cursus honorum.

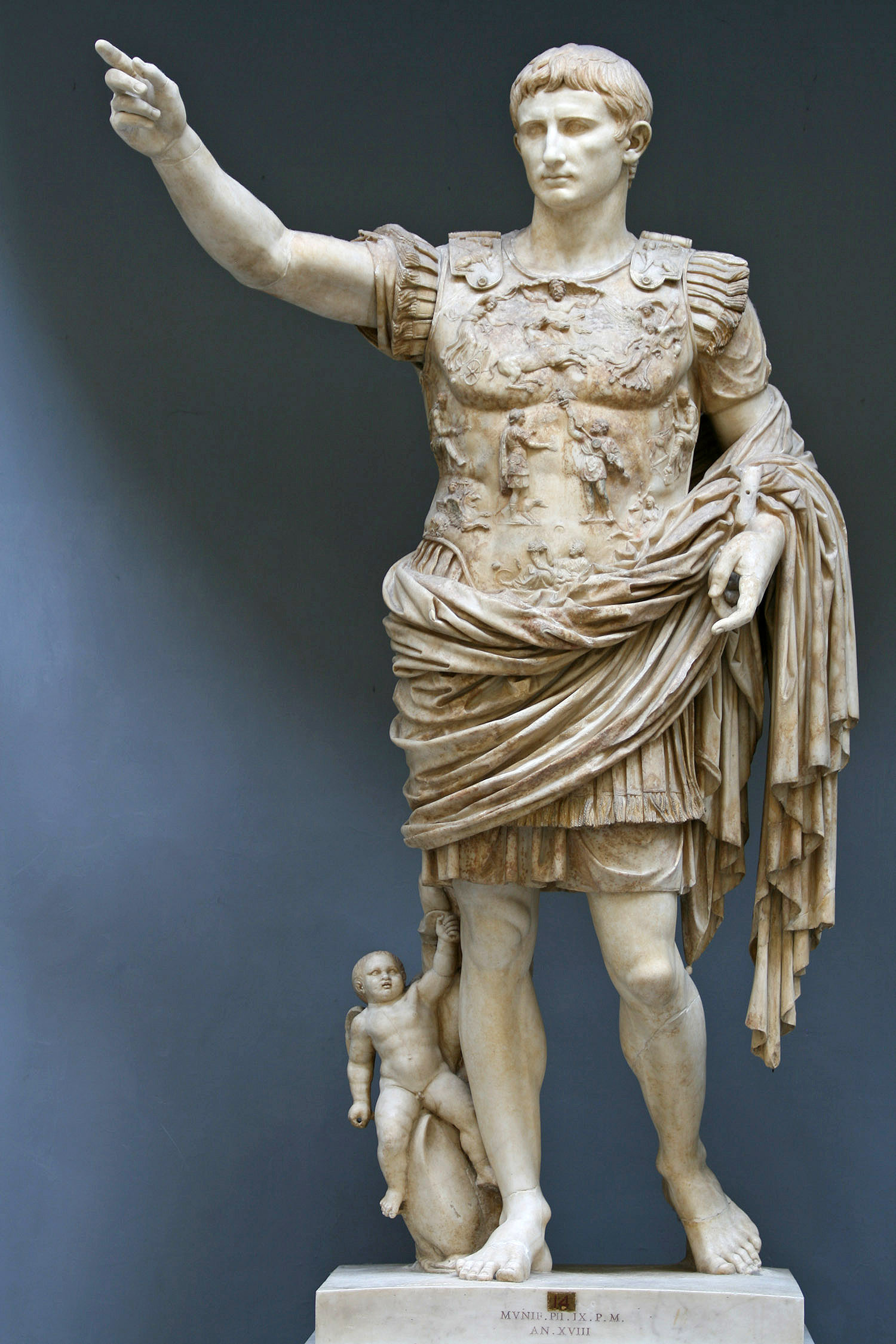
Augusto, figura fundamental en la organización política del Imperio romano

Los tres escalafones principales (quaestor, praetor, consul), separados por periodos de descanso, otorgaban un rango respectivo (vir quaestorius, vir praetorius, vir consularis) y permitían ocupar otros destinos y cargos específicos. El noble romano que quisiera destacar, debía empezar por el rango más bajo y cubrir todos los peldaños hasta llegar a cónsul, y por último a censor y a princeps senatus. Todo esto cambió mucho a lo largo de los años y hubo una reforma importante llevada a cabo por los Gracos. 
Desde Augusto, bajo el Imperio, pasó a ser una carrera funcionarial, ya que el poder político y militar estaba solamente en manos del emperador. Este podía hacer adelantar escalones a determinados senadores de su preferencia mediante la adlectio, o proponerles para uno determinado, en cuyo caso se les llamaba candidati.
En la época imperial se añadió la obligación de pasar por una función militar en una legión como tribuno laticlavio, de los cuales cada legión tenía uno, siendo los otros cinco del orden ecuestre; este mando se desempeñaba antes o después del vigintivirato.
En la época de Augusto se fue creando un cursus honorum específico para los equites, caballeros o miembros del ordo equester que, en general, se destinaban al ejército (tribuno angusticlavio), y más adelante a ocupar puestos en la administración imperial.

## Elcursus honorumsenatorial
A partir del año 180 a. C. (lex Villia annalis) se estableció un orden fijo para el ejercicio de las distintas magistraturas: cuestura, pretura, consulado (habitualmente, entre la cuestura y la pretura, se solía ser tribuno de la plebe o edil). El tiempo mínimo para pasar de un puesto a otro era de dos años, mientras que para repetir el consulado había que esperar diez años. En ella se establecía el acceso de jóvenes a altos cargos, los límites de edad establecidos por la ley para el edilismo curul, la pretura y el consulado contribuyeron a la sistematización y regularización de las carreras políticas al codificar prácticas y normas que se habían desarrollado en los años anteriores a la aprobación de la legislación.
El cursus honorum senatorial sigue las siguientes fases:
- Vigintivirato (20 puestos época imperial, vigintisexvirato durante república con 26 puestos). Magistraturas reservadas para los hijos de los senadores o, durante la República, para todo aquél que tuviera ambiciones políticas. Los puestos se distribuyen en:

1. Triumuiri monetales, grupo de tres personas encargados de las acuñaciones de monedas.
2. Decemuiri stlitibus iudicandis, conjunto de diez jueces en los casos acerca de la ciudadanía de una persona (libre, liberto o esclavo).
3. Quattuoruiri uiis in urbe purgandis, colegio de cuatro encargados del mantenimiento de las vías dentro de Roma a las órdenes del praefectus urbi.
4. Triumuiri capitales, conjunto de tres jueces competentes en los casos criminales que afectaban a los ciudadanos y que podrían ser condenados a muerte.

- Tribuno militar laticlavio. Esta fase, en la que ejercía de subjefe de una legión romana, de un año de duración, era frecuente, pero no necesaria.
- Cuestura: el magistrado regular de menor rango de la Antigua Roma, 20 puestos, que daban acceso directo al Senado.
- Edilidad: 6 puestos; o tribunado de la plebe: 10 puestos.
- Pretura':  la jerarquía de un pretor se alineaba inmediatamente por debajo de la de cónsul,de 12 a 18 puestos.
- Consulado: era el magistrado de más alto rango de la República romana, los dos cónsules tradicionales fueron aumentando en número máximo de 12 bajo los Severos.

## Elcursus honorumecuestre
El emperador, los seleccionaba de entre los ciudadanos romanos que pudieran demostrar una fortuna de 400 000 sestercios. La carrera ecuestre (equester) se desarrollaba en tres etapas: la carrera militar, las procuratelas y las prefecturas de la ciudad de Roma.
El orden obligatorio, establecido por Claudio (que reguló la carrera), en el servicio militar ecuestre era el siguiente:
- Praefectus cohortis: primer escalon del cursus honorum ecuestre, prefectura de una cohorte auxiliar.
- Praefectus alae: prefectura de un ala de caballería, una de las unidades auxiliares romanas.
- Tribunus militum: tribunado militar legionario, inicialmente había tres tribunos y luego seis.

Tras Claudio, el tribunado se ejerce antes que la prefectura de ala, y se introduce una cuarta milicia con la prefectura de ala miliaria (1000 hombres).
También reservada en parte al orden ecuestre, antes de ejercer las procuratelas, estaba la función judicial. Eran los jueces encargados de los tribunales contra los gobernadores acusados de corrupción (quaestiones de repetundis).
Las procuratelas eran puestos administrativos. En la República, el procurador era la persona que representaba a otra ante los tribunales. Durante el Imperio se ocupaban de la gestión de los bienes del emperador. Se clasificaban en:
- Sexagenarii (con un salario de 60.000 sestercios).
- Centenarii (con un salario de 100.000 sestercios).
- Ducenarii (con un salario de 200.000 sestercios).
- Tricenarii (con un salario de 300.000 sestercios).

La carrera ecuestre culminaba con dos prefecturas de Roma, la de los Vigiles y la del Pretorio, la y la de Egipto, esta última creada en el 30 a. C. también establecían el control de la guardia pretoriana como Prefectos del Pretorio.

## Elcursusmunicipal (provincial)
Los principales magistrados en una ciudad eran los dos duouiri (IIuiri en las inscripciones), cuyas competencias eran jurisdiccionales y eran de elección anual, y los dos aediles (ediles elegidos entre la plebe). A estas dos magistraturas se sumaban los quaestores (Quaestores Parricidii). En algunas ciudades había un cuerpo de quattuoruiri, formado por los duouiri y los aediles.
Los decuriones (ordo decurionum) componían el consejo municipal, y constituían el verdadero órgano rector de la ciudad. Eran cargos electos y, si bien el sufragio era universal para los varones adultos que no fuesen esclavos, solían ser siempre las mismas familias las que se hacían con el poder de una ciudad. El nombramiento era vitalicio, salvo caso de expulsión por alguna indignidad.
Los sacerdotes municipales eran los pontifices, los augures y los flamines. Eran puestos vitalicios. aunque estos puestos sacerdotales municipales, fueron también empleados como parte del cursus honorum provincial.

## Literatura complementaria
- Barja, Pedro López (1993). Epigrafía latina: las inscripciónes romanas desde los orígenes al siglo III D.C.. Tórculo. ISBN 978-84-86728-94-6. Consultado el 13 de febrero de 2025.
- Iglesias Gil, José Manuel; Yanguas, Juan Santos (2002). Vademecum para la epigrafía y numismática latinas. J.M. Iglesias Gil, Juan Santos Yanguas. ISBN 978-84-607-5372-8. Consultado el 13 de febrero de 2025.
- Brennan, T. Corey (2000). The Praetorship in the Roman Republic: Volume 2: 122 to 49 BC (en inglés). OUP USA. ISBN 978-0-19-511460-7. Consultado el 13 de febrero de 2025.
- Astin, A. E. (1958). The Lex Annalis Before Sulla (en inglés). Latomus. Consultado el 13 de febrero de 2025.
- Bravo Bosch, María José (2010). «El Ius Honorum en la antigua Roma». Anuario da Facultade de Dereito da Universidade da Coruña 10: 229-247. ISSN 1138-039X. Consultado el 13 de febrero de 2025.
- Tobalina Oraá, Eva (2009). «El cvrsvs honorvm».  En Pintado, Javier Andreu, ed. Fundamentos de epigrafía latina. Liceus, Servicios de Gestión y Comunicación. pp. 175-233. ISBN 978-84-9822-843-4. Consultado el 13 de febrero de 2025.